# Гаврилица, Михаил Иванович
Михаи́л Ива́нович Гаврилица (20 сентября 1870 — 11 февраля 1915) — полковник, герой русско-японской войны.

## Биография
Православный. Из потомственных дворян Бессарабской губернии.
Окончил Орловский Бахтина кадетский корпус (1889) и Михайловское артиллерийское училище (1892), откуда был выпущен подпоручиком в 1-ю гренадерскую артиллерийскую бригаду.
Чины: поручик (1894), штабс-капитан (1897), капитан (1898), подполковник (1903), полковник (1907).
В 1898 году окончил Николаевскую академию Генерального штаба по 1-му разряду. По окончании академии состоял старшим адъютантом штаба 1-й Донской казачьей дивизии (1899—1900) и 3-й гвардейской пехотной дивизии (1900—1902), с которой участвовал в Китайской кампании 1900—1901 годов. Затем был заведывающим передвижениями войск по железнодорожным и водным путям Харьковского района (1902—1904).
Участвовал в русско-японской войне. С 23 февраля 1904 года состоял в распоряжении командующего Манчжурской армией, с 15 января 1905 — в распоряжении Главнокомандующего на Дальнем Востоке. С 16 сентября 1905 по 17 июля 1906 года был штаб-офицером для особых поручений при командующем 1-й Манчжурской армией.
В 1906—1913 годах занимал должность заведывающего передвижениями войск по железнодорожным и водным путям Варшавского района.
30 августа 1913 года назначен командиром 30-го пехотного Полтавского полка, с которым вступил в Первую мировую войну. Участвовал в походе в Восточную Пруссию, в бою у Франкенау 10—11 августа 1914 сменил раненого генерала Богацкого в должности командира 1-й бригады 8-й пехотной дивизии. Позднее в том же бою был ранен сам.
Выйдя из окружения, продолжал командовать 30-м пехотным полком в составе 15-го армейского корпуса, восстановленного после окружения 2-й армии в битве при Танненберге. Умер от разрыва сердца во время боя в районе Гродненской крепости. Был исключен из списков убитым в бою.
Был женат, имел троих детей.

## Награды
- Орден Святой Анны 4-й ст. (1901);
- Орден Святой Анны 3-й ст. (1901);
- Орден Святого Станислава 2-й ст. с мечами (1905);
- Орден Святой Анны 2-й ст. с мечами (1905);
- Золотое оружие «За храбрость» (1905);
- Орден Святого Владимира 4-й ст. с мечами и бантом (1906);
- Орден Святого Владимира 3-й ст. (1910).